# Eurostile
Eurostile est une police de caractères linéale (ou sans serif), créée en 1962 par le typographe italien Aldo Novarese, et originellement destinée à la fonderie Nebiolo.
Novarese créa Eurostile pour succéder à sa police Microgramma créée 10 ans auparavant, de laquelle il s’inspira. Cette dernière n’ayant que des lettres capitales, Novarese introduisit les minuscules, en plus de variantes avec différentes graisses, pour un total de sept polices.
Eurostile est particulièrement appropriée pour les logos et les titres. Sa nature linéale peut évoquer un certain caractère moderne.

## Utilisations
- Habillage de TF1 (1999-2006).

### Logos

Logo du fabricant japonais de matériel électronique et informatique, Toshiba.
Logo de la marque de cosmétique de luxe Sisley.
Logo de la société de magasins de vêtements et d’articles de mode French Connection United Kingdom.
Logo utilisé par Megaupload.
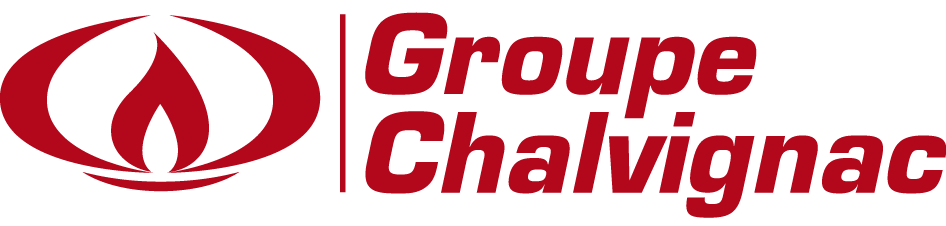
Logo du Groupe Chalvignac, fabricant français de matériel viticole et vinicole basé à Jarnac-Champagne (17).

### Films
Eurostile est très utilisée dans les années 1960 et 1970 dans des œuvres liées, entre autres, à la conquête de l’espace. On peut citer 2001, l’Odyssée de l’espace, de Stanley Kubrick, la série Star Trek, ou encore, plus récemment, Moon, de Duncan Jones.